# نادژدینسکی (باشقیرستان)
نادژدینسکی (انگلیسی: Nadezhdinsky, Republic of Bashkortostan) یک شهرک در شهرستان زیلایرسکی استان باشقیرستان کشور روسیه است.